# Tonga Football Association
Die Tonga Football Association (TFA) ist der Fußballverband Tongas. Er wurde 1965 gegründet und 1994 Mitglied der FIFA und der Oceania Football Confederation. Sie organisiert die Nationale Fußballliga und die Tongaische Fußballnationalmannschaft. Die höchste Spielklasse der Männer ist die Tonga Major League.